# Глубокое (Новосибирская область)
Глубокое — упразднённый посёлок в Карасукском районе Новосибирской области. На момент упразднения входил в состав Чернокурьинского сельсовета. Упразднен в 1972 году.

## География
Располагался на левом берегу реки-старицы Курья, в 5 км (по прямой) к северо-востоку от деревни Нестеровка.

## История
Посёлок был основан в 1911 году. В 1928 г. деревня Глубокая состояла из 85 хозяйств. В административном отношении входила в состав Нестеровского сельсовета Чернокурьинского района Славгородского округа Сибирского края.
Решением Новосибирского облисполкома от 01.12.1977 г. № 799 посёлок исключен из учётных данных.

## Население
В 1928 году в деревне проживало 435 человек (212 мужчин и 223 женщин), основное население — украинцы.